# Marian Hudek
Marian Hudek (ur. 15 listopada 1963 w Rogowie) – alpinista, himalaista, podróżnik. 
Pochodzi z Podbucza na ziemi wodzisławskiej. Uczęszczał do Szkoły Podstawowej w Krostoszowicach, a następnie do Liceum Ogólnokształcącego w Wodzisławiu Śląskim. Wspinaczką wysokogórską zajmuje się od 30. roku życia. Od 2007 roku członek Klubu Wysokogórskiego w Jastrzębiu-Zdroju. Jako dwudziesty Polak zdobył Mount Everest (maj 2007), z czego jako siódmy granią północno-wschodnią. Wśród jego osiągnięć jest również inny ośmiotysięcznik – Czo Oju oraz Korona Ziemi według teorii Messnera (24 maja 2010 - jako dziewiąty polski zdobywca).
Marian Hudek jest honorowym obywatelem gminy Godów.  Mieszkaniec Jastrzębia-Zdroju, prywatny przedsiębiorca. Uhonorowany odznaką „Zasłużony dla Miasta Jastrzębie Zdrój”.

## Wejścia na szczyty należące do Korony Ziemi
- 21 września 2005, Europa: Mont Blanc
- 15 maja 2007, Azja: Mount Everest
- 22 stycznia 2008, Afryka: Kilimandżaro
- 17 stycznia 2009, Antarktyda: Mount Vinson
- 6 lutego 2009, Ameryka Południowa: Aconcagua
- 17 listopada 2009, Australia i Oceania, Piramida Carstensz
- 29 listopada 2009, Australia i Oceania, Góra Kościuszki
- 24 lutego 2010, Europa, Elbrus
- 24 maja 2010, Ameryka Północna, Denali (McKinley)